# SEC24C
SEC24C‏ (SEC24 homolog C, COPII coat complex component) هوَ بروتين يُشَفر بواسطة جين SEC24C في الإنسان.